# Kankurang Centre and Museum
Das Kankurang Centre and Museum in Janjanbureh im Osten Gambias thematisiert den Maskentanz Kankurang, der 2005 auf der Repräsentativen Liste des immateriellen Kulturerbes der Menschheit der UNESCO aufgenommen wurde. Der Maskentanz ist ein Initiationsritual in der westafrikanischen Region Senegambia, als immaterielles Kulturerbe wurde der Eintrag gemeinsam von den Staaten Gambia und Senegal eingereicht.
Das Museum wurde seit mindestens 2009 geplant und wurde 2016 gegründet und im Oktober eröffnet.